# Néstor Calderón
Néstor Calderón Enríquez (* 14. Februar 1989 in Guadalajara, Jalisco) ist ein ehemaliger mexikanischer Fußballspieler, der vorwiegend im offensiven Mittelfeld bzw. in der Sturmreihe agierte.

## Laufbahn

### Verein
Calderón wurde vier Jahre lang im Nachwuchsbereich seines Heimatvereins Club Deportivo Guadalajara ausgebildet, erhielt seinen ersten Profivertrag jedoch beim Deportivo Toluca FC.
In seiner ersten Saison 2007/08 bei den Diablo Rojos spielte Calderón für ein unterklassiges Reserveteam, wurde aber bereits in seiner zweiten Spielzeit in die erste Mannschaft aufgenommen. Mit dieser gewann er gleich in seiner ersten Halbsaison, der Apertura 2008, die mexikanische Fußballmeisterschaft. Bereits in der Saison 2008/09 war Calderón zum Stammspieler der ersten Mannschaft aufgestiegen, für die er 27 Einsätze (vier Tore) in der ersten Liga absolvierte. Darüber hinaus kam er in derselben Saison zu vier Einsätzen (ein Tor) für das Farmteam Atlético Mexiquense in der zweiten Liga. Einen weiteren Meistertitel mit Deportivo Toluca gewann er im Torneo Bicentenario 2010.
Im Sommer 2012 verließ er den Deportivo Toluca FC und war in der Apertura 2012 für den CF Pachuca tätig. Anfang 2013 wechselte Calderón zum Club Santos Laguna, bei dem er auch gegenwärtig noch unter Vertrag steht, wenngleich er in der Saison 2016/17 auf Leihbasis für seinen Heimatverein Club Deportivo Guadalajara tätig ist. Mit Santos Laguna gewann Calderón in der Clausura 2015 seinen dritten Meistertitel und bereits ein halbes Jahr zuvor (in der Apertura 2014) zum ersten Mal in seiner Laufbahn den mexikanischen Pokalwettbewerb.

### Nationalmannschaft
Am 1. Oktober 2009 feierte Calderón in einem Testspiel gegen Kolumbien (1:2) sein Debüt in der mexikanischen Nationalmannschaft. Seinen zweiten Einsatz für „El Tri“ absolvierte er am 10. Februar 2011 in einem Testspiel gegen Bosnien, das 2:0 gewonnen wurde. Seine weiteren Länderspieleinsätze bestritt Calderón in drei Testspielen gegen Venezuela, die (aus mexikanischer Sicht) 1:1, 0:3 und 3:1 endeten.

## Erfolge
- Mexikanischer Meister: Apertura 2008, Bicentenario 2010, Clausura 2015
- Mexikanischer Pokalsieger: Apertura 2014